# 科西嘉薄荷
科西嘉薄荷（学名：Mentha requienii）是脣形科薄荷属的草本植物，生长在科西嘉岛、撒丁岛、法国和意大利大陆。其株高3－10厘米，叶长2－7毫米。

## 用途
科西嘉薄荷可用作绿化，作為地被植物使用，当行走或踩踏在植物上時会生成一股浓郁的薄荷气味。由於植物體很耐踩踏，行走在其上時並不會造成植株死亡，通常它被种植在通道，生长在石隙之中。并不像其他种植性薄荷，科西嘉薄荷只有在阴凉的园林环境下才能健康生长。但是若种植环境过度潮湿，其叶子会腐烂。要防止這種情形的發生，最好的方式就是在二次浇灌間，讓植株及葉子保持適度的干燥，但是亦不可过度乾燥（其对干燥非常敏感）。在不适宜种植科西嘉薄荷的地方，婴儿泪（Soleirolia soleirolii，又名金钱麻、绿珠草、宝宝草）通常会作为一种替代品。
这种植物通常也被用于烹饪，最著名的是作为薄荷甜酒（crème de menthe）的调料。它有时候被认为是带有和普列薄荷同样香味。
和普列薄荷一样，科西嘉薄荷也被视为和蕓薹屬植物（比如花椰菜、卷心菜等）的最佳伴生薄荷属植物。它可以用来抵挡害虫的侵害，部分是因为其浓香的气味，它亦可增添其口感。